# Aérodrome de Fribourg
L'aérodrome de Fribourg (ICAO-Code: EDTF) est un des plus anciens d'Allemagne. Il est situé au nord de l'agglomération de Fribourg-en-Brisgau, à proximité de l'Europa-Park-Stadion.
Il possède une piste 16/34 en asphalte de 1338 m sur 30 m.

## Historique
Un vol en ballon y a eu lieu en 1907. Dans les années 1930 il a été utilisé essentiellement pour des activités militaires. Après la Seconde Guerre mondiale il a été utilisé par les forces françaises d'occupation. À la fin des années 1960 son existence a été mise cause par des opposants qui voulaient utiliser le terrain pour d'autres usages, et protestaient contre les nuisances sonores. En 1974, le conseil municipal a voté à l'unanimité en faveur de la conservation de l'aérodrome et pour le développement de son activité. Il a fêté son centenaire en 2007.

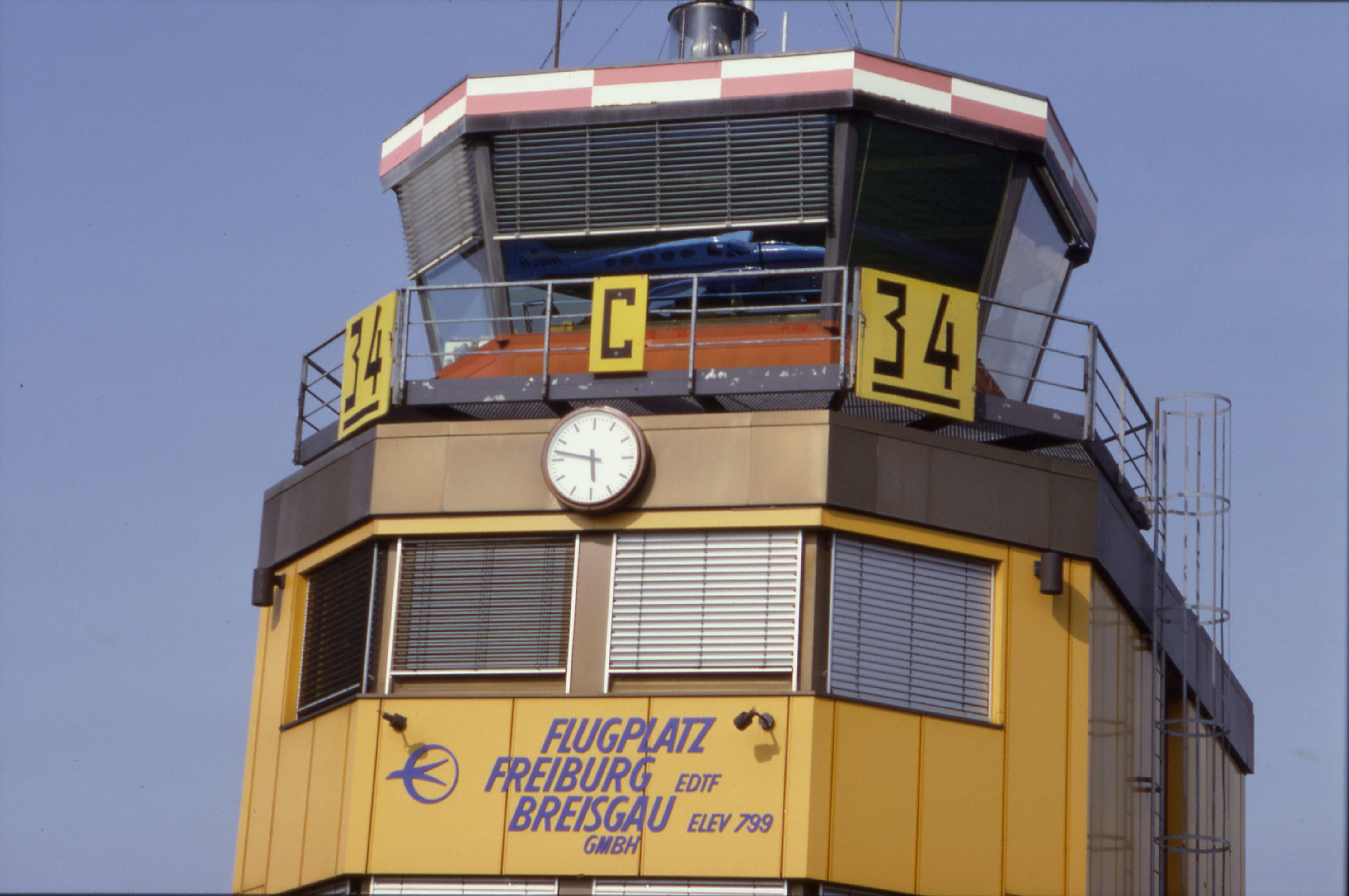
La tour de contrôle en 1992.

## Situation
| Berlin · Brandebourg EuroAirport Basel-Mulhouse-Freiburg Freiburg · City Brême Cassel Cologne · Bonn Dortmund Dresde Düsseldorf Erfurt Francfort-Hahn Francfort · sur-le-Main Friedrichshafen Hambourg Hanovre Heringsdorf Karlsruhe · Baden-Baden Leipzig Lübeck Memmingen Munich Münster · Osnabrück Nuremberg Paderborn · Lippstadt Rostock Sarrebruck Stuttgart Sylt Weeze Mannheim |